# مدرسة دار التوحيد
مدرسة دار التوحيد، من المدارس التي أُنشئت في مدينة الطائف.

## تأسيس الدار
أسس الملك عبدالعزيز آل سعود مدرسة دار التوحيد عام 1364هـ، وربطها بالشعبة السياسية التابعة للديوان الملكي لتحظى بمميزات مادية ومعنوية وتكون دافعاً لأولياء أمور الطلاب الذين لم يألفوا المدارس.

## موقع الدار
تأسست المدرسة في حي قروى بالطائف.، ولعل من الأسباب التي دعت الملك عبدالعزيز لأختيار مدينة الطائف أنها في مكان يتسم بالتوسط الجغرافي والاجتماعي بحكم الصلة الوثيقة بالبيئة الاجتماعية بمكة المكرمة، وقريب منها بحكم موقعه ولجوء المصطافين إليه، وأيضاً تمتاز الطائف بتيسير التأقلم مع الجو التعليمي الغريب عن بيئتهم، ونجداً تفتح أفاق بلدان الحجاز عن طريق الطائف؛ فهي تمثل موقعاً استراتيجياً في حالتي الحرب والسلم.

## سبب التسمية
أختار الملك عبد العزيز هذا الاسم للمدرسة لأن الدار مكان للإيواء، والتوحيد محور العقيدة السلفية الصحيحة وهو توحيد الله ووحدانيته في الأسماء والصفات يقول في هذا الشأن عبد العزيز بن عبد الله بن حسن آل الشيخ:«أن الملك عبد العزيز قد سعى إلى تسميتها بدار التوحيد انطلاقاً من إيمانه بالعقيدة الإلهية الصحيحة من جانب، ومن الجانب الآخر لتكون دافعاً قوياً لأولياء أمور الطلبة البدو كي تكون لديهم قناعة ذاتية من خلال اسمها المرتبط بالتوحيد وبالعقيدة السلفية وبأنها لا تخرج عما ألفوه وتوارثوه حول مفهوم التوحيد».

## نشأة الدار
كلف الملك عبد العزيز الشيخ محمد بهجت البيطار لتنفيذ الفكرة واختيار المكان الملائم؛ فوقع اختياره على مدينة الطائف، وتألف أعضاء اللجنة من يوسف ياسين وعبد السلام غالي وعبد الله بن سليم.، وبلغ اهتمام الملك عبد العزيز بالمدرسة أن ربطها بالقصر مباشرة ووصى الأمير منصور بن عبد العزيز بأن يلبي مطالب المدرسة كلها في حين المرجع له النائب العام لجلالة الملك عبد العزيز الأمير فيصل بن عبدالعزيز في حين بقي له الأشراف المباشر على المدرسة.

## أهداف الدار
التركيز على تعليم التلاميذ الملتحقين إليها أصول العقيدة الإسلامية واللغة العربية.
الرغبة في توطين أبناء البادية من خلال تعليمهم والانتقال بهم إلى حالةٍ من الاستقرار، مما يسهم في نقل ما تعلموه إلى غيرهم؛ فيكون تشجيعاً للالتحاق في ركب التطور والتعليم.

## طلاب الدار
أرسل الملك عبد العزيز لجنة خاصة إلى مناطق المملكة لترغيب الأهالي في انضمام ابنائهم إلى المدرسة ومن ضمن اللجنة ما يلي:

- لجنة برئاسة عبد الله بن محمد بن عامر لاختيار طلاب القصيم.
- لجنة برئاسة محمد بن راشد لاختيار طلاب الرياض والوشم وسدير.

وبالفعل تجمع الطلاب بعد وصولهم في شهر جمادى الأولى من عام 1364هـ من المناطق المختلفة، وقد بلغ عدد طلاب شقراء ثلاثين طالباً، وأما طلاب القصيم من بريدة وعنيزة؛ فقد بلغ عددهم ثلاثون طالباً بصحبة مدير مدرسة بريدة آنذاك عبد الله بن إبراهيم بن سليم، وقد بلغ عدد الطلاب جميعهم في حدود مائتي طالب يتفاوت مستواهم الدراسي منهم من أنهى المرحلة الأبتدائية، ومنهم من أنهى الصف الرابع فقط، ومنهم من درس على أيدي الشيوخ والكتاتيب، ومنهم من كان معلماً قبل التحاقه بالدار، وقد كانوا يخضعون لأختبار لقياس مدى القبول أو الرفض. 

## مديرو الدار
- محمد بهجة البيطار تولى رئاسة المدرسة، وأسند إدارتها إلى ابنه محمد يسار البيطار ثم الأستاذ جعفر الجزائري ثم معاونة ابنه الأستاذ عاصم بهجة البيطار والشيخ محمد نسيب المجذوب.
- محمد بن مانع الذي أُسندت إليه رئاسة مدرسة دار التوحيد عام 1366هـ، وبذل ما بوسعه حتى انه افتتح الكثير من المدارس في مختلف التخصصات وأسس كلية الشريعة في مكة المكرمة عام 1369هـ، وظل مديراً للمعارف حتى عام 1373هـ حيث شكلت وزارة المعارف وتم تعيينه مستشاراً فيها.[9]
- التغذية الذاتية وهي التي تعني بعودة الطلاب الذين تخرجوا من المدرسة وواصلوا دراساتهم وتخرجوا فعادوا ليتولوا إدارة المدرسة، وتنقسم هذه المرحلة إلى قسمين: الأول يمتد من 8/ 1 /1375هـ فترة تكليف الشيخ عبد الله إبراهيم بن خزيم بالقيام بأعمال إدارة المدرسة بعد الشيخ عبد المالك الطرابلسي حتى 26 /4/ 1382هـ وهي فترة انتقال الشيخ عبد الرحمن بن عبد الله بن داود إلى الإدارة العامة للتفتيش الديني بالمنطقة الغربية، ويشمل هذا القسم الشيخ عبد الله الخزيم الذي كان يقوم بعمل وكيل للدار من 8 / 1 /1375هـ حتى تعيينه مديراً لدار التوحيد في 1 /5 /1376هـ، ويعد عبد الله الخزيم من أقدم الطلاب الذين تخرجوا من دار التوحيد عام 1369هـ ومن كلية الشريعة عام 1373هـ، وتولى بعده إدارة الدار الشيخ عبد الرحمن بن داود الذي تخرج من دار التوحيد عام 1370هـ، ومن كلية الشريعة عام 1374هـ وعمل معلماً بدار التوحيد فور تخرجه اعتباراً من 4/ 1 /1375هـ ووكيلاً في 24/ 1 /1377هـ ومديراً بالنيابة ثم مديراً في 12 /6 /1377هـ حتى 1 /11 /1377هـ لينتقل مفتشاً عاماً مساعداً بالتفتيش الفني، ويعود مرة أخرى مديراً للدار في 24 / 4/ 1379هـ، وقد قام الشيخ عبد المالك الطرابلسي بإدارة الدار في الفترة التي قضاها الشيخ عبد الرحمن بن داود في التفتيش إلى حين عودته، ويلحق بهذا القسم قيام الشيخ عبد الرحمن عبد الله العبدان بوكالة الدار اعتباراً من 14/ 4/ 1380هـ، وكان قد تخرج من دار التوحيد عام 1375هـ.[10]

## أبنية الدار
- قصر العقيق الذي يقع في الجزء الأوسط الغربي من مدينة الطائف.
- قصر نجمه الذي أكما بنائه محمد سرور الصبان وذلك حين وجده ناقصاً اثناء زيارته لطلاب دار التوحيد.[11]

## أنشطة الدار
- النادي الأدبي
- الأتصال بوسائل الإعلام[12]

## وصلات خارجية
- مدارس دار التوحيد بالطائف .. قصة نجاح وعطاء تجاوز عمرها 75 عام.
- دار التوحيد مدرسة القضاء والمعلمين.
- دار التوحيد .. باكورة مشاريع المؤسس للتعليم.